# Paul Robinson
Paul William Robinson (Beverley, 15 ottobre 1979) è un ex calciatore inglese, di ruolo portiere.

## Carriera

### Club
Robinson iniziò la sua carriera al Leeds disputando 119 partite dal 1998 al 2004. Nel 2004 passò al Tottenham per 1,5 milioni di sterline.
Ai tempi del Leeds, durante un incontro di Football League Cup contro lo Swindon Town, segnò un gol nei minuti finali; il 17 marzo 2007 ripeté l'impresa in Premier League quando, difendendo la porta del Tottenham andó a segno con un tiro da 95 metri che sorprese il collega Benjamin Foster.
Ha lasciato gli Spurs nel 2008 per trasferirsi al Blackburn, club di cui in seguito è divenuto capitano. Continua a militare nel club anche dopo il 2012, anno in cui i Rovers retrocedono in Championship, e vi rimane fino al 2015 anno in cui rimane svincolato. Dopo alcuni mesi senza squadra, nel gennaio 2016 si accasa al Burnley.
Il 17 luglio 2017, si ritira dall'attività agonistica all'età di 37 anni.

### Nazionale
Ha partecipato agli Europei Under-21 del 2000 ed a quelli del 2002.
È stato nel giro della nazionale tra il 2003 ed il 2008, disputando 41 partite e difendendo la porta inglese al campionato del mondo 2006. In Croazia-Inghilterra dell'11 ottobre 2006, subì un'autorete di Gary Neville: sul retropassaggio del difensore, la palla rimbalzò male su una zolla di terra finendo in rete mentre Robinson stava cercando il rinvio di piede.
Dopo il 2007 è stato convocato in alcune occasioni da Fabio Capello tra il 2008 e il 2009, ricevendo l'ultima chiamata il 5 settembre 2009, dopo di che non è più stato convocato dalla Nazionale dei 3 leoni, ritirandosi da essi nell'agosto 2010. Ha collezionato complessivamente 41 presenze con la selezione inglese.

## Statistiche

### Presenze e reti nei club
Statistiche aggiornate al 16 febbraio 2016.
| Stagione         | Squadra          | Campionato       | Campionato | Campionato | Coppe nazionali | Coppe nazionali | Coppe nazionali | Coppe continentali | Coppe continentali | Coppe continentali | Altre coppe | Altre coppe | Altre coppe | Totale | Totale   |
| Stagione         | Squadra          | Comp             | Pres       | Reti       | Comp            | Pres            | Reti            | Comp               | Pres               | Reti               | Comp        | Pres        | Reti        | Pres   | Reti     |
| ---------------- | ---------------- | ---------------- | ---------- | ---------- | --------------- | --------------- | --------------- | ------------------ | ------------------ | ------------------ | ----------- | ----------- | ----------- | ------ | -------- |
| 1998-1999        | Leeds Utd        | PL               | 5          | -6         | FACup+CdL       | 1+0             | -? + 0          | CU                 | 0                  | 0                  | -           | -           | -           | 6      | -6+      |
| 1999-2000        | Leeds Utd        | PL               | 0          | 0          | FACup+CdL       | 0+0             | 0               | CU                 | 0                  | 0                  | -           | -           | -           | 0      | 0        |
| 2000-2001        | Leeds Utd        | PL               | 16         | -23        | FACup+CdL       | 2+0             | -?; 0           | UCL                | 6                  | -7                 | -           | -           | -           | 24     | -30+     |
| 2001-2002        | Leeds Utd        | PL               | 0          | 0          | FACup+CdL       | 0+0             | 0               | CU                 | 0                  | 0                  | -           | -           | -           | 0      | 0        |
| 2002-2003        | Leeds Utd        | PL               | 38         | -57        | FACup+CdL       | 6+0             | -?; 0           | CU                 | 6                  | -4                 | -           | -           | -           | 50     | -61+     |
| 2003-2004        | Leeds Utd        | PL               | 36         | -77        | FACup+CdL       | 1+2             | -4; -?; 1       | -                  | -                  | -                  | -           | -           | -           | 39     | -81+; 1  |
| Totale Leeds     | Totale Leeds     | Totale Leeds     | 95         | -163       |                 | 12              | -4+; 1          |                    | 12                 | -11                |             | -           | -           | 119    | -178+; 1 |
| 2004-2005        | Tottenham        | PL               | 36         | -40        | FACup+CdL       | 6+2             | -5; -?          | -                  | -                  | -                  | -           | -           | -           | 44     | -45+     |
| 2005-2006        | Tottenham        | PL               | 38         | -38        | FACup+CdL       | 1+1             | -3; -?          | -                  | -                  | -                  | -           | -           | -           | 40     | -41+     |
| 2006-2007        | Tottenham        | PL               | 38         | -54; 1     | FACup+CdL       | 4+3             | -2; -5          | CU                 | 9                  | -8                 | -           | -           | -           | 54     | -69; 1   |
| 2007-2008        | Tottenham        | PL               | 25         | -47        | FACup+CdL       | 1+4             | -2; -1          | CU                 | 7                  | -6                 | -           | -           | -           | 37     | -56      |
| Totale Tottenham | Totale Tottenham | Totale Tottenham | 137        | -179; 1    |                 | 22              | -18+            |                    | 16                 | -14                |             | -           | -           | 175    | -211+; 1 |
| 2008-2009        | Blackburn        | PL               | 35         | -56        | FACup+CdL       | 3+3             | -3; -6          | CU                 | 0                  | 0                  | -           | -           | -           | 41     | -65      |
| 2009-2010        | Blackburn        | PL               | 35         | -50        | FACup+CdL       | 0+3             | -10             | -                  | -                  | -                  | -           | -           | -           | 38     | -60      |
| 2010-2011        | Blackburn        | PL               | 36         | -55        | FACup+CdL       | 1+0             | -3              | -                  | -                  | -                  | -           | -           | -           | 37     | -58      |
| 2011-2012        | Blackburn        | PL               | 34         | -71        | FACup+CdL       | 0+0             | 0               | -                  | -                  | -                  | -           | -           | -           | 34     | -71      |
| 2012-2013        | Blackburn        | FLC              | 21         | -29        | FACup+CdL       | 0+0             | 0               | -                  | -                  | -                  | -           | -           | -           | 21     | -29      |
| 2013-2014        | Blackburn        | FLC              | 21         | -30        | FACup+CdL       | 2+0             | -2              | -                  | -                  | -                  | -           | -           | -           | 23     | -32      |
| 2014-2015        | Blackburn        | FLC              | 7          | -14        | FACup+CdL       | 0+0             | 0               | -                  | -                  | -                  | -           | -           | -           | 7      | -14      |
| Totale Blackburn | Totale Blackburn | Totale Blackburn | 189        | -305       |                 | 12              | -24             |                    | 0                  | 0                  |             | -           | -           | 201    | -329     |
| 2015-2016        | Burnley          | FLC              | 0          | 0          | FACup+CdL       | 0+0             | 0               | -                  | -                  | -                  | -           | -           | -           | 0      | 0        |
| Totale carriera  | Totale carriera  | Totale carriera  | 421        | -647; 1    |                 | 46              | -46+; 1         |                    | 28                 | -25                |             |             |             | 495    | -718+; 2 |

### Cronologia presenze e reti in nazionale
| Cronologia completa delle presenze e delle reti in nazionale ― Inghilterra | Cronologia completa delle presenze e delle reti in nazionale ― Inghilterra | Cronologia completa delle presenze e delle reti in nazionale ― Inghilterra | Cronologia completa delle presenze e delle reti in nazionale ― Inghilterra | Cronologia completa delle presenze e delle reti in nazionale ― Inghilterra | Cronologia completa delle presenze e delle reti in nazionale ― Inghilterra | Cronologia completa delle presenze e delle reti in nazionale ― Inghilterra | Cronologia completa delle presenze e delle reti in nazionale ― Inghilterra |
| Data                                                                       | Città                                                                      | In casa                                                                    | Risultato                                                                  | Ospiti                                                                     | Competizione                                                               | Reti                                                                       | Note                                                                       |
| -------------------------------------------------------------------------- | -------------------------------------------------------------------------- | -------------------------------------------------------------------------- | -------------------------------------------------------------------------- | -------------------------------------------------------------------------- | -------------------------------------------------------------------------- | -------------------------------------------------------------------------- | -------------------------------------------------------------------------- |
| 12-2-2003                                                                  | Londra                                                                     | Inghilterra                                                                | 1 – 3                                                                      | Australia                                                                  | Amichevole                                                                 | -1                                                                         | 46’                                                                        |
| 22-5-2003                                                                  | Durban                                                                     | Sudafrica                                                                  | 1 – 2                                                                      | Inghilterra                                                                | Amichevole                                                                 | -                                                                          | 46’                                                                        |
| 20-8-2003                                                                  | Ipswich                                                                    | Inghilterra                                                                | 3 – 1                                                                      | Croazia                                                                    | Amichevole                                                                 | -1                                                                         | 46’                                                                        |
| 16-11-2003                                                                 | Manchester                                                                 | Inghilterra                                                                | 2 – 3                                                                      | Danimarca                                                                  | Amichevole                                                                 | -1                                                                         | 46’                                                                        |
| 5-6-2004                                                                   | Manchester                                                                 | Inghilterra                                                                | 6 – 1                                                                      | Islanda                                                                    | Amichevole                                                                 | -1                                                                         | 62’                                                                        |
| 8-9-2004                                                                   | Chorzów                                                                    | Polonia                                                                    | 1 – 2                                                                      | Inghilterra                                                                | Qual. Mondiali 2006                                                        | -1                                                                         |                                                                            |
| 9-10-2004                                                                  | Manchester                                                                 | Inghilterra                                                                | 2 – 0                                                                      | Galles                                                                     | Qual. Mondiali 2006                                                        | -                                                                          |                                                                            |
| 13-10-2004                                                                 | Baku                                                                       | Azerbaigian                                                                | 0 – 1                                                                      | Inghilterra                                                                | Qual. Mondiali 2006                                                        | -                                                                          |                                                                            |
| 17-11-2004                                                                 | Madrid                                                                     | Spagna                                                                     | 1 – 0                                                                      | Inghilterra                                                                | Amichevole                                                                 | -1                                                                         |                                                                            |
| 9-2-2005                                                                   | Birmingham                                                                 | Inghilterra                                                                | 0 – 0                                                                      | Paesi Bassi                                                                | Amichevole                                                                 | -                                                                          |                                                                            |
| 26-3-2005                                                                  | Manchester                                                                 | Inghilterra                                                                | 4 – 0                                                                      | Irlanda del Nord                                                           | Qual. Mondiali 2006                                                        | -                                                                          |                                                                            |
| 30-3-2005                                                                  | Newcastle                                                                  | Inghilterra                                                                | 2 – 0                                                                      | Azerbaigian                                                                | Qual. Mondiali 2006                                                        | -                                                                          |                                                                            |
| 17-8-2005                                                                  | Copenaghen                                                                 | Danimarca                                                                  | 4 – 1                                                                      | Inghilterra                                                                | Amichevole                                                                 | -                                                                          | 46’                                                                        |
| 3-9-2005                                                                   | Cardiff                                                                    | Galles                                                                     | 0 – 1                                                                      | Inghilterra                                                                | Qual. Mondiali 2006                                                        | -                                                                          |                                                                            |
| 7-9-2005                                                                   | Belfast                                                                    | Irlanda del Nord                                                           | 1 – 0                                                                      | Inghilterra                                                                | Qual. Mondiali 2006                                                        | -1                                                                         |                                                                            |
| 8-10-2005                                                                  | Manchester                                                                 | Inghilterra                                                                | 1 – 0                                                                      | Austria                                                                    | Qual. Mondiali 2006                                                        | -                                                                          |                                                                            |
| 12-10-2005                                                                 | Manchester                                                                 | Inghilterra                                                                | 2 – 1                                                                      | Polonia                                                                    | Qual. Mondiali 2006                                                        | -1                                                                         |                                                                            |
| 12-11-2005                                                                 | Ginevra                                                                    | Inghilterra                                                                | 3 – 2                                                                      | Argentina                                                                  | Amichevole                                                                 | -2                                                                         |                                                                            |
| 1-3-2006                                                                   | Liverpool                                                                  | Inghilterra                                                                | 2 – 1                                                                      | Uruguay                                                                    | Amichevole                                                                 | -1                                                                         |                                                                            |
| 30-5-2006                                                                  | Manchester                                                                 | Inghilterra                                                                | 3 – 1                                                                      | Ungheria                                                                   | Amichevole                                                                 | -1                                                                         |                                                                            |
| 3-6-2006                                                                   | Manchester                                                                 | Inghilterra                                                                | 6 – 0                                                                      | Giamaica                                                                   | Amichevole                                                                 | -                                                                          | 46’                                                                        |
| 10-6-2006                                                                  | Francoforte sul Meno                                                       | Inghilterra                                                                | 1 – 0                                                                      | Paraguay                                                                   | Mondiali 2006 - 1º turno                                                   | -                                                                          |                                                                            |
| 15-6-2006                                                                  | Norimberga                                                                 | Inghilterra                                                                | 2 – 0                                                                      | Trinidad e Tobago                                                          | Mondiali 2006 - 1º turno                                                   | -                                                                          |                                                                            |
| 20-6-2006                                                                  | Colonia                                                                    | Inghilterra                                                                | 2 – 2                                                                      | Svezia                                                                     | Mondiali 2006 - 1º turno                                                   | -2                                                                         |                                                                            |
| 25-6-2006                                                                  | Stoccarda                                                                  | Inghilterra                                                                | 1 – 0                                                                      | Ecuador                                                                    | Mondiali 2006 - Ottavi di finale                                           | -                                                                          |                                                                            |
| 1-7-2006                                                                   | Gelsenkirchen                                                              | Inghilterra                                                                | 0 – 0 dts (1 – 3 dtr)                                                      | Portogallo                                                                 | Mondiali 2006 - Quarti di finale                                           | -                                                                          |                                                                            |
| 16-8-2006                                                                  | Manchester                                                                 | Inghilterra                                                                | 4 – 0                                                                      | Grecia                                                                     | Amichevole                                                                 | -                                                                          | 46’                                                                        |
| 2-9-2006                                                                   | Manchester                                                                 | Inghilterra                                                                | 5 – 0                                                                      | Andorra                                                                    | Qual. Euro 2008                                                            | -                                                                          |                                                                            |
| 6-9-2006                                                                   | Skopje                                                                     | Macedonia                                                                  | 0 – 1                                                                      | Inghilterra                                                                | Qual. Euro 2008                                                            | -                                                                          |                                                                            |
| 7-10-2006                                                                  | Manchester                                                                 | Inghilterra                                                                | 0 – 0                                                                      | Macedonia                                                                  | Qual. Euro 2008                                                            | -                                                                          |                                                                            |
| 11-10-2006                                                                 | Zagabria                                                                   | Croazia                                                                    | 2 – 0                                                                      | Inghilterra                                                                | Qual. Euro 2008                                                            | -2                                                                         |                                                                            |
| 15-11-2006                                                                 | Amsterdam                                                                  | Paesi Bassi                                                                | 1 – 1                                                                      | Inghilterra                                                                | Amichevole                                                                 | -1                                                                         |                                                                            |
| 24-3-2007                                                                  | Ramat Gan                                                                  | Israele                                                                    | 0 – 0                                                                      | Inghilterra                                                                | Qual. Euro 2008                                                            | -                                                                          |                                                                            |
| 28-3-2007                                                                  | Barcellona                                                                 | Andorra                                                                    | 0 – 3                                                                      | Inghilterra                                                                | Qual. Euro 2008                                                            | -                                                                          |                                                                            |
| 1-6-2007                                                                   | Londra                                                                     | Inghilterra                                                                | 1 – 1                                                                      | Brasile                                                                    | Amichevole                                                                 | -1                                                                         |                                                                            |
| 6-6-2007                                                                   | Tallinn                                                                    | Estonia                                                                    | 0 – 3                                                                      | Inghilterra                                                                | Qual. Euro 2008                                                            | -                                                                          |                                                                            |
| 22-8-2007                                                                  | Londra                                                                     | Inghilterra                                                                | 1 – 2                                                                      | Germania                                                                   | Amichevole                                                                 | -2                                                                         | 46’                                                                        |
| 8-9-2007                                                                   | Londra                                                                     | Inghilterra                                                                | 3 – 0                                                                      | Israele                                                                    | Qual. Euro 2008                                                            | -                                                                          |                                                                            |
| 12-9-2007                                                                  | Londra                                                                     | Inghilterra                                                                | 3 – 0                                                                      | Russia                                                                     | Qual. Euro 2008                                                            | -                                                                          |                                                                            |
| 13-10-2007                                                                 | Londra                                                                     | Inghilterra                                                                | 3 – 0                                                                      | Estonia                                                                    | Qual. Euro 2008                                                            | -                                                                          |                                                                            |
| 17-10-2007                                                                 | Mosca                                                                      | Russia                                                                     | 2 – 1                                                                      | Inghilterra                                                                | Qual. Euro 2008                                                            | -2                                                                         |                                                                            |
| Totale                                                                     |                                                                            | Presenze                                                                   | 41                                                                         |                                                                            | Reti                                                                       | -22                                                                        |                                                                            |

## Palmarès

### Club

#### Competizioni nazionali
- Coppa di Lega inglese: 1

Tottenham: 2007-2008

#### Competizioni giovanili
- FA Youth Cup: 1

Leeds United: 1996-1997